# Тшебуня
Тшебуня (пол. Trzebunia) — село в Польщі, у гміні Пцим Мисленицького повіту Малопольського воєводства.
Населення — 2363 особи (2011).
У 1975—1998 роках село належало до Краківського воєводства.

## Географія
У селі бере початок річка Венчежа.

## Демографія
Демографічна структура станом на 31 березня 2011 року:
|          | Загалом | Допрацездатний вік | Працездатний вік | Постпрацездатний вік |
| -------- | ------- | ------------------ | ---------------- | -------------------- |
| Чоловіки | 1177    | 300                | 777              | 100                  |
| Жінки    | 1186    | 292                | 663              | 231                  |
| Разом    | 2363    | 592                | 1440             | 331                  |